# سقنقور برازيلي
سقنقور برازيلي (الاسم العلمي: Brasiliscincus)، جنس سحالي من فصيلة السقنقورية. تستوطن أنواعه البرازيل. وضعت أنواعه في السابق في جنس الحكأة.

## الأنواع
يضم السقنقور البرازيلي ثلاث أنواع:
- Brasiliscincus agilis (Raddi, 1823)
- Brasiliscincus caissara (Reboucas-Spieker, 1974)
- Brasiliscincus heathi (Schmidt & Inger, 1951) – Brazilian mabuya

تنبيه: تشير الأسماء العلمية التي بين قوسين إلى أن النوع قد وُصف في الأصل في جنس غير السقنقور الببرازيلي.